# Curva Sur
Curva Sur es un grupo de animación y peña ultra del Hércules Club de Fútbol, fundado en 2008. Está ubicado en una de las esquinas de la grada de animación del estadio José Rico Pérez, desde donde lidera el apoyo en los partidos locales e impulsa desplazamientos de aficionados.

## Historia
Desde su fundación en 2008, Curva Sur ha sido uno de los grupos más activos en las gradas del Hércules C.F., tanto en el estadio como en visitas a otros campos.

## Actividades sociales
En marzo de 2020, durante la pandemia, Curva Sur se ofreció públicamente —a través de sus redes sociales— a ayudar a personas mayores con compras o recados, mostrando su compromiso con la comunidad local.

## Posicionamiento político
El grupo se define públicamente como apolítico, sin afiliación oficial a ninguna ideología. Sin embargo, ha sido vinculado en diversas ocasiones con la extrema derecha por parte de medios de comunicación y observadores del fenómeno ultra en España.
Asimismo, en otros enfrentamientos con grupos de ideología de izquierdas, como la peña Barricada del C.D. Castellón, se ha planteado la posible dimensión ideológica de los incidentes, aunque sin confirmación oficial.
En marzo de 2025, miembros de Curva Sur se vieron implicados en una pelea con el grupo Frente Onuba, ultras del Recreativo de Huelva, en las inmediaciones del estadio José Rico Pérez. El incidente se saldó con varios heridos y once detenidos, seis de ellos relacionados con el grupo alicantino.«Once detenidos tras una batalla campal entre aficiones en Alicante» (Información). 2 de marzo de 2025. Consultado el 23 de junio de 2025.

## Relaciones con otras aficiones
Curva Sur mantiene relaciones de cercanía con otros grupos de animación de perfil similar en España. A nivel internacional, el grupo ha mostrado un hermanamiento con la peña Fair City Unity, del St. Johnstone F.C. (Escocia), con quienes ha compartido mensajes de apoyo mutuo, fotografías conjuntas y presencia en partidos.

## Organización interna y estilo
Está compuesta mayoritariamente por jóvenes hinchas, que lideran los cánticos, pancartas, banderas y tifos en la grada de animación.

## Relaciones con el club y otras peñas
Forma parte del conjunto de grupos de animación del Hércules CF, conviviendo junto a peñas como Frente Herculano, Renacer Blanquiazul o Furia Herculana. La relación con la directiva del club es de colaboración habitual, aunque también ha sido objeto de sanciones por incidentes puntuales.